# Старый Хопёр
Старый Хопёр — село в Балашовском районе Саратовской области, административный центр сельского поселения Старохопёрское муниципальное образование.

## География
Находится на берегу Старого Хопра, протоке реки Хопёр, на расстоянии примерно 10 км по прямой на запад-юго-запад от города Балашов.

## История
Официальная дата основания 1870 год. По другим данным, слобода была заселена примерно украинцами в первой четверти XVIII века. Название поселение получило по старице (протоке) Хопра.
Кроме того фигурировали альтернативные названия: Старо-Хопёрское (Старохопёрское), Засецкое, Малороссийское Засецкое, Покровское. В 1751 году построена Покровская церковь (вновь построена в 1795 и 1886 годах, сгорела после Октябрьской революции). По данным 1859 года в селе насчитывалось 257 дворов, 1862 жителя. В советское время работали колхозы им. Тараса Шевченко, им. Второй пятилетки и «Борец за свободу».

## Население
| 2002 | 2010  |
| ---- | ----- |
| 1072 | ↘1036 |

По состоянию на 2002 год постоянное население составляет 1072 человека (86 % русские).